# Parc éolien d'Alta
Le parc éolien d'Alta est un parc éolien situé en Californie. Il serait en 2013, le parc éolien avec la plus grande capacité électrique au monde[réf. nécessaire].
En juin 2014, NRG Energy, via sa filiale NRG Yield, acquiert le parc éolien d'Alta pour 870 millions de dollars à des fonds d'investissements.